# Ikarus (Festival)

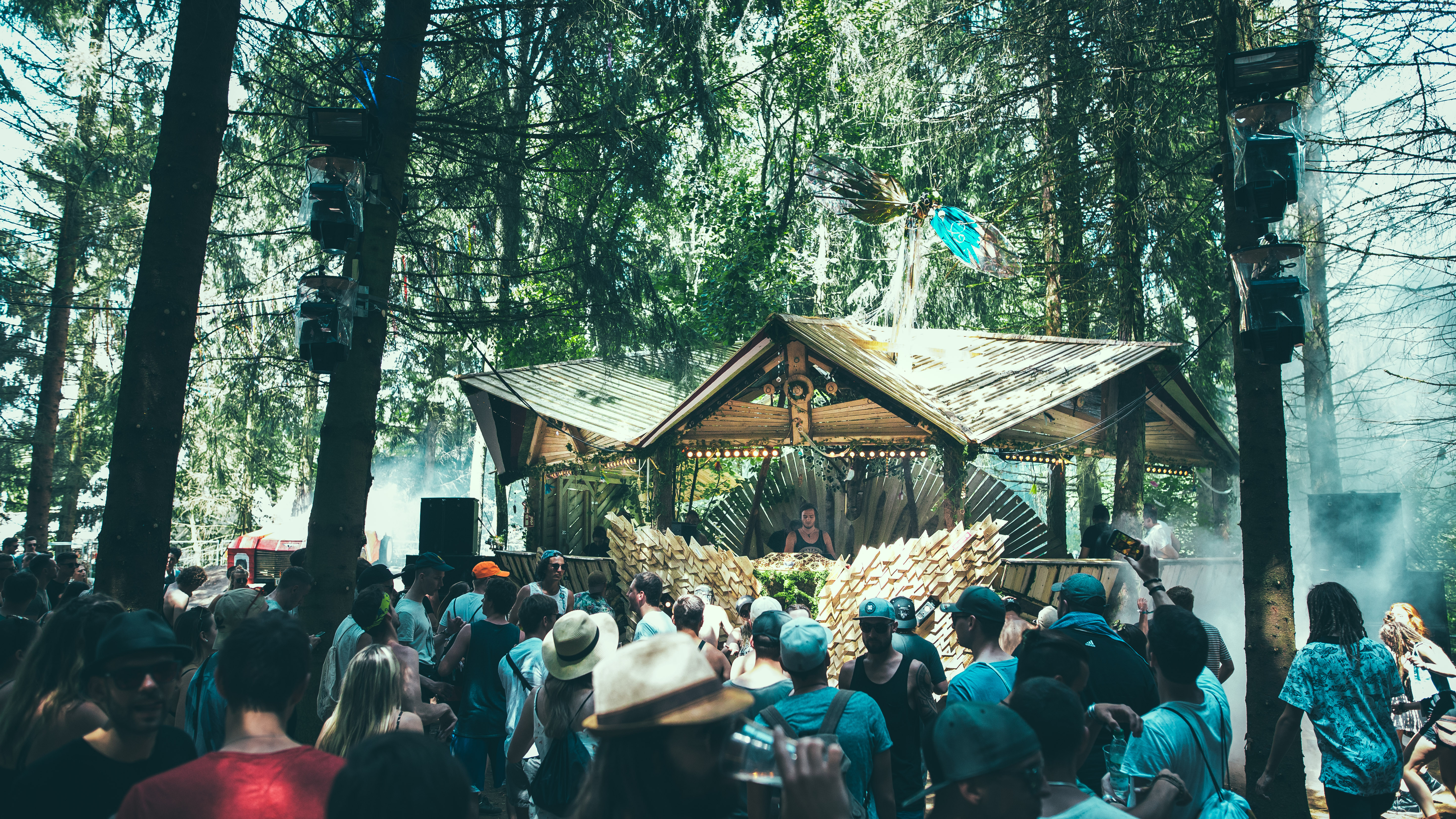
Die Ikarus Festival 2018 „Forest Stage“

Das Ikarus-Festival ist ein seit 2015 jährlich in Memmingerberg (nahe Memmingen) stattfindendes Musikfestival der Elektronischen Tanzmusik. Nachdem es 2020 und 2021 aufgrund der COVID-19-Pandemie in Deutschland abgesagt werden musste, fand es 2022 zum ersten Mal mit über 75.000 Besuchern statt. Obwohl das Festival im Folgejahr – anders als 2019 und 2022 – nur an 3 Tagen stattfand, konnte das Festival 2023 sogar etwa 91.000 Zuschauer verzeichnen.

## Geschichte
Das Ikarus Festival fand das erste Mal am 5. und 6. Juni 2015 auf einem ehemaligen Militärflughafen, welcher an das Gelände des Flughafens Memmingen angrenzt, statt. Der Name stammt von Ikarus, einer Figur aus der griechischen Mythologie. Die Veranstalter wollten eigenen Angaben zufolge einen Namen „den zwar jeder schon einmal gehört hat, sich [darunter] aber nicht unbedingt etwas genaueres vorstellen kann.“ 2016 wurde die Länge des Festivals auf drei Tage ausgedehnt, von Jahre 2019 und 2022 auf vier Tage. 2023 erstreckte sich das Festival erneut über 3 Tage.

## Struktur
Die Besucher können sich zwischen 7 Bühnen, welche sich durch Lage, Design und Genre differenzieren, entscheiden. Verschiedene elektronische Stilrichtungen werden abgedeckt, von House über Techno, bis Goa und Electro. Die Hauptbühne auf dem Gelände ist die Olymp Stage. Das Minos Tent ist die zweitgrößte Bühne und befindet sich in einem großen Zelt. Der Medusa Jungle und die Forest Stage sind Outdoor-Bühnen welche von Waldstücken umgeben werden. Außerdem gibt es den Hade Cage in einer Lagerhalle, die Onos Stage in einem Flugzeughangar und die Nox Stage. Umgeben wird das Gelände vom Flughafen Memmingen sowie Waldstücken.

## Line-Ups
| Datum                  | Headliner | Besucher |
| ---------------------- | --- | -------- |
| 5. – 6. Juni 2015      | Robin Schulz, Felix Jaehn, Monika Kruse | 14.000   |
| 2. – 4. Juni 2016      | Sven Väth, Alle Farben, Gestört aber geil | 25.000   |
| 8. – 10. Juni 2017     | Fritz Kalkbrenner, Tale Of Us, Dixon, Boris Brejcha | 30.000   |
| 7. – 9. Juni 2018      | Richie Hawtin, Solomun, Nina Kraviz, Tale Of Us, Chris Liebing, Pan-Pot, Sam Paganini | 35.000   |
| 7. – 10. Juni 2019     | Paul Kalkbrenner, Lost Frequencies, Stephan Bodzin, Charlotte De Witte, Martin Solveig, Ben Klock                                                                                               | 50.000   |
| 29. Mai – 1. Juni 2020 | Adam Beyer, Dubfire, Fritz Kalkbrenner, Steve Aoki, Robin Schulz, uvm. | abgesagt |
| 2. – 6. Juni 2022      | Adam Beyer, Amelie Lens, Carl Cox, Fritz Kalkbrenner, Len Faki, Monika Kruse, Neelix, Oliver Heldens, Pan-Pot, Reinier Zonneveld, Richie Hawtin, Robin Schulz, Steve Aoki, Sven Väth, Vini Vici | 75.000   |
| 26. – 29. Mai 2023     | Scooter (Band), Timmy Trumpet, Paul Kalkbrenner, James Hype, Lost Frequencies, Alle Farben, Neelix                                                                                              | 91.000   |
| 17. – 20. Mai 2024     | Boris Brejcha, Dimitri Vegas & Like Mike, Hardwell, James Hype, Neelix, Vini Vici, Yung Hurn | 100.000  |
| 06.–09. Juni 2025      | Armin van Buuren, Boris Brejcha, Finch, Fisher, Scooter (Band) | 120.000  |